# Jeanne Vaussard
Jeanne Vaussard, née Jeanne Georgette Edmée Baudry le 19 décembre 1891 et morte le 24 février 1977 à Paris, est une joueuse de tennis française active dans les années 1920.

## Biographie
Jeanne Baudry se marie en 1913 avec M. André Vaussard (1866-1932), commissionnaire en marchandises puis propriétaire de garage, personnalité du milieu du hockey sur glace et également arbitre de tennis. Elle meurt en 1977 en son domicile de la rue Molitor.
Elle s'est particulièrement illustrée en disputant la finale 1924 (la dernière réservée au nationaux) du championnat de France face à Julie Vlasto. Elle a en outre détenu les titres de Championne de France sur courts couverts en double mixte en 1920 et en double dames en 1921.
En 1928, elle est la seule française à atteindre les quarts de finale des Internationaux de France où elle est cependant battue 6-0, 6-0 par la Néerlandaise Kea Bouman.
Elle a participé aux Jeux olympiques d'Anvers en 1920 et de Paris en 1924, échouant à chaque fois au premier tour en simple.
En 1921, elle est finaliste du championnat de France international du TCP contre Germaine Golding et vainqueur en double. Elle a remporté la Coupe Albert Canet en 1930 contre Mme Le Besnerais.

## Palmarès (partiel)

### Finale en simple dames
| No | Date       | Nom et lieu du tournoi       | Catégorie | Surface      | Vainqueure   | Score    |          |
| -- | ---------- | ---------------------------- | --------- | ------------ | ------------ | -------- | -------- |
| 1  | ??/05/1924 | Championnat de France, Paris | G. Chelem | Terre (ext.) | Julie Vlasto | 6-2, 6-3 | Parcours |

### Finales en double dames
| No | Date       | Nom et lieu du tournoi      | Catégorie | Surface      | Vainqueures                           | Partenaire       | Score    |          |
| -- | ---------- | --------------------------- | --------- | ------------ | ------------------------------------- | ---------------- | -------- | -------- |
| 1  | 05/06/1920 | Championnat de France Paris | G. Chelem | Terre (ext.) | Suzanne Lenglen Élisabeth d'Ayen      | Germaine Golding | 6-1, 6-1 | Parcours |
| 2  | ??/05/1924 | Championnat de France Paris | G. Chelem | Terre (ext.) | Marguerite Broquedis Yvonne Bourgeois | Germaine Golding | 6-3, 6-3 | Parcours |

## Parcours en Grand Chelem (partiel)
Si l’expression « Grand Chelem » désigne classiquement les quatre tournois les plus importants de l’histoire du tennis, elle n'est utilisée pour la première fois qu'en 1933, et n'acquiert la plénitude de son sens que peu à peu à partir des années 1950.

### En simple dames
| Année | Championnat d'Australasie Championnat d'Australie | Championnat d'Australasie Championnat d'Australie | Championnat de France Internationaux de France | Championnat de France Internationaux de France | Wimbledon       | Wimbledon       | US National | US National |
| ----- | ------------------------------------------------- | ------------------------------------------------- | ---------------------------------------------- | ---------------------------------------------- | --------------- | --------------- | ----------- | ----------- |
| 1920  | -                                                 | -                                                 | All comer's finale                             | Suzanne Lenglen                                | -               | -               | -           | -           |
| 1923  | -                                                 | -                                                 | 1/2 finale                                     | Suzanne Lenglen                                | -               | -               | -           | -           |
| 1924  | -                                                 | -                                                 | Finale                                         | Julie Vlasto                                   | -               | -               | -           | -           |
| 1925  | -                                                 | -                                                 | 3e tour (1/8)                                  | Evelyn Colyer                                  | -               | -               | -           | -           |
| 1926  | -                                                 | -                                                 | 2e tour (1/8)                                  | Elizabeth Ryan                                 | -               | -               | -           | -           |
| 1927  | -                                                 | -                                                 | 2e tour (1/16)                                 | P. Von Reznicek                                | -               | -               | -           | -           |
| 1928  | -                                                 | -                                                 | 1/4 de finale                                  | Cornelia Bouman                                | -               | -               | -           | -           |
| 1929  | -                                                 | -                                                 | 1er tour (1/32)                                | Josane Sigart                                  | 1er tour (1/64) | Vera Montgomery | -           | -           |
| 1930  | -                                                 | -                                                 | 2e tour (1/16)                                 | Helen Jacobs                                   | -               | -               | -           | -           |
| 1931  | -                                                 | -                                                 | 1er tour (1/32)                                | J. Jędrzejowska                                | -               | -               | -           | -           |
| 1932  | -                                                 | -                                                 | 1er tour (1/32)                                | Anne Peitz                                     | -               | -               | -           | -           |

À droite du résultat, l’ultime adversaire.

### En double dames
| Année | Championnat d'Australasie Championnat d'Australie | Championnat d'Australasie Championnat d'Australie | Championnat de France Internationaux de France | Championnat de France Internationaux de France | Wimbledon                     | Wimbledon              | US National | US National |
| ----- | ------------------------------------------------- | ------------------------------------------------- | ---------------------------------------------- | ---------------------------------------------- | ----------------------------- | ---------------------- | ----------- | ----------- |
| 1920  | -                                                 | -                                                 | All comer's finale G. Golding                  | S. Lenglen É. d'Ayen                           | -                             | -                      | -           | -           |
| 1922  | -                                                 | -                                                 | 1/2 finale G. Golding                          | Marie Conquet Marie Danet                      | -                             | -                      | -           | -           |
| 1923  | -                                                 | -                                                 | 1/2 finale G. Golding                          | Contostavlos D. Speranza                       | -                             | -                      | -           | -           |
| 1924  | -                                                 | -                                                 | Finale G. Golding                              | M. Broquedis Y. Bourgeois                      | -                             | -                      | -           | -           |
| 1925  | -                                                 | -                                                 | 1/4 de finale G. Golding                       | Evelyn Colyer Kitty McKane                     | -                             | -                      | -           | -           |
| 1926  | -                                                 | -                                                 | 2e tour (1/8) G. Golding                       | G. Grasset S. Mathieu                          | -                             | -                      | -           | -           |
| 1927  | -                                                 | -                                                 | 2e tour (1/8) G. Golding                       | Bobbie Heine Irene Bowder                      | -                             | -                      | -           | -           |
| 1929  | -                                                 | -                                                 | -                                              | -                                              | 1er tour (1/32) Y. des Landes | Enid Clarke Mrs. Bruce | -           | -           |
| 1930  | -                                                 | -                                                 | 1/4 de finale Mme R.                           | S. Barbier S. Mathieu                          | -                             | -                      | -           | -           |
| 1931  | -                                                 | -                                                 | 1er tour (1/16) Mme R.                         | Lolette Payot Lucia Valerio                    | -                             | -                      | -           | -           |
| 1932  | -                                                 | -                                                 | 1er tour (1/16) Lucette                        | D. Andrus Lucia Valerio                        | -                             | -                      | -           | -           |

Sous le résultat, la partenaire ; à droite, l’ultime équipe adverse.

## Parcours aux Jeux olympiques

### En simple dames
| # | Date       | Nom de l'olympiade            | Surface      | Résultat        | Ultime adversaire | Score    |          |
| - | ---------- | ----------------------------- | ------------ | --------------- | ----------------- | -------- | -------- |
| 1 | 23/08/1920 | Jeux olympiques d'été, Anvers | Gazon (ext.) | 1er tour (1/16) | Kitty McKane      | 6-4, 6-4 | Parcours |
| 2 | 13/07/1924 | Jeux olympiques d'été, Paris  | Terre (ext.) | 2e tour (1/16)  | Molla Bjurstedt   | 6-2, 6-3 | Parcours |

### En double dames
| # | Date       | Nom de l'olympiade          | Surface      | Résultat      | Partenaire       | Ultimes adversaires            | Score    |          |
| - | ---------- | --------------------------- | ------------ | ------------- | ---------------- | ------------------------------ | -------- | -------- |
| 1 | 13/07/1924 | Jeux olympiques d'été Paris | Terre (ext.) | 1/4 de finale | Germaine Golding | Evelyn Colyer Dorothy Shepherd | 6-2, 6-2 | Parcours |

### En double mixte
| # | Date       | Nom de l'olympiade           | Surface      | Résultat      | Partenaire       | Ultimes adversaires          | Score         |          |
| - | ---------- | ---------------------------- | ------------ | ------------- | ---------------- | ---------------------------- | ------------- | -------- |
| 1 | 23/08/1920 | Jeux olympiques d'été Anvers | Gazon (ext.) | 2e tour (1/8) | François Blanchy | Albert Lammens Anne Chaudoir | 4-6, 7-5, 6-3 | Parcours |